# Воинские звания и знаки различия в ВС СССР 1943—1955

## Изменения воинских званий

### Маршал рода войскиГлавный маршал рода войск
С учётом возрастающего количества артиллерийских, авиационных, танковых соединений, а также других видов технических войск, для высшего командного состава этих войск вводятся дополнительные воинские звания
- в январе 1943 года:
  - маршал авиации,
  - маршал артиллерии,
  - маршал бронетанковых войск;
- в октябре 1943 года:
  - главный маршал авиации,
  - главный маршал артиллерии,
  - главный маршал бронетанковых войск,
  - маршал войск связи,
  - главный маршал войск связи,
  - маршал инженерных войск
  - главный маршал инженерных войск.

### Генералиссимус Советского Союза
Из Указа Президиума Верховного Совета Союза ССР от 26.06.1945: «Установить высшее воинское звание — Генералиссимус Советского Союза, персонально присваиваемое Президиумом Верховного Совета Союза ССР за особо выдающиеся заслуги перед Родиной в деле руководства всеми вооруженными силами государства во время войны». По письменному представлению командующих фронтами 27.06.1945 это звание было присвоено И. В. Сталину.

### 1946 год
В статье 6 Устава внутренней службы, утверждённого в 1946 году, регламентировано официальное использование званий солдат и матрос:

Военнослужащие Вооруженных Сил Союза ССР подразделяются:

— в Сухопутных силах и ВВС на солдат, сержантов, офицеров, генералов и маршалов;

— в Военно-Морских Силах на матросов (солдат), старшин (сержантов), офицеров, адмиралов (генералов) и адмиралов флота.
— Устав внутренней службы Вооруженных Сил Союза ССР (введён приказом министра Вооруженных Сил Союза ССР № 29 от 24 июля 1946 года)

## Погоны и знаки различия
В течение почти всей второй половины 1942 года мы занимались разработкой различных вариантов этого вопроса. Раза три я докладывал разработанные проекты Верховному Главнокомандующему, но он всё время уходил от решения. А ведь были уже разработаны сотни образцов различных погон — для солдат, сержантов, офицеров, генералов, да ещё по родам войск, да ещё к полевой, повседневной и парадной формам.

Наконец, в конце 1942 года мы получили задание Верховного Главнокомандующего подготовить введение погон для всех военнослужащих Красной Армии. Такому решению вопроса способствовала поддержка этой точки зрения многими командующими фронтами и армиями.

Многие командующие говорили, что при существовавших тогда знаках различия трудно отличить солдата от сержанта, сержанта от офицера. Введение погон сразу выделяло командиров, делало их заметными в общей массе. Введение погон, по мнению командующих, будет способствовать поднятию авторитета начальствующего состава, укреплению дисциплины и единоначалия, поднятию ответственности командиров.

Наступил 1943 год. Наша армия успешно громила немцев в междуречье Волги и Дона. У всех было приподнятое настроение.

В первых числах января, приехав по текущим делам в Кремль, я снова стал с настойчивостью просить наркома обороны решить вопрос о погонах.

Я попросил разрешения вызвать главного интенданта генерал-полковника П. И. Драчева. Через пятнадцать минут он был в Кремле. Когда он разложил в приёмной все образцы погон, Сталин походил вокруг них, посмотрел и, приказав соединить его с Калининым, попросил его зайти к нему. Минут через десять явился Калинин. Обращаясь к нему, Сталин шутливо сказал:

— Вот, товарищ Хрулёв предлагает нам восстановить старый режим, — и попросил рассмотреть представленные образцы погон и одежды.

Михаил Иванович не торопясь, внимательно осмотрел все образцы и сказал:

— Видите ли, Иосиф Виссарионович, старый режим помним мы с вами, а молодёжь его не знает и золотые погоны сами по себе ни о чём ей не говорят. Если эта форма, напоминающая нам о старом режиме, нравится молодёжи и может принести пользу в войне с фашистами, я считаю, что её следует принять.
— Военно-исторический журнал. 1963. №15. С.115. «По воспоминаниям генерала армии Хрулёва, бывшего начальника Главного управления тыла Красной Армии»

В конце сентября или начале октября 1942 года Г. К. Жуков и я, занятые подготовкой наступательной операции под Сталинградом, были вызваны в Ставку с очередным докладом. После того как обсуждение доклада было закончено и все решения по нему приняты, Сталин информировал нас о намерении ГКО, с целью дальнейшего укрепления и поднятия авторитета командного состава армии и флота, установить в них единоначалие, упразднить институт военных комиссаров и вслед за этим изменить форму одежды офицерского и генеральского состава, взяв при этом за основу прежние знаки различия старой армии — погоны. Нам тут же было предложено посмотреть подготовленные в соседней комнате товарищем Хрулёвым образцы этой одежды. При осмотре находился М. И. Калинин и некоторые другие члены Политбюро. Обсуждая этот вопрос, мы убедились в том, что это была уже не первая беседа у нашего руководства на данную тему.
— Там же. С.114. «Из воспоминаний Маршала Советского Союза А. М. Василевского»

Серьёзным поводом, побудившим Советское правительство ввести погоны в Красной Армии, было введение единоначалия. В боевых условиях новыми знаками различия решили поднять и укрепить авторитет командных кадров. Необходимость введения погон диктовалась также предстоящими совместными действиями и тесным взаимодействием на полях сражений с союзными армиями. Было признано полезным ввести в Вооружённых Силах общепризнанные знаки различия — погоны.
— Там же. «Из воспоминаний главного маршала артиллерии Н. Н. Воронова»
Указами Президиума Верховного Совета СССР 06.01.1943 «О введении новых знаков различия для личного состава Красной Армии» и от 15.02.1943 «О введении новых знаков различия для личного состава ВМФ» были введены погоны.
Вводились погоны двух видов: повседневные и полевые. Размеры погон: ширина 6 см, длина 14-16 см (в зависимости от размера одежды).
Приказом НКО СССР № 25 от 15.01.1943 для военнослужащих вводилась новая форма одежды.

### Отличия от дореволюционных погон
Несмотря на сходство с погонами императорской армии и Белого движения (а также введёнными в 1942 г. погонами РОА), что вызвало определённое недовольство, дизайн погонов образца 1943 г. содержал ряд инноваций, кардинально отличающий их от дореволюционных:
- как солдатские, так и офицерские погоны образца 1943 г. были пятиконечными, генеральские — шестиконечными; до революции только солдатские были пятиконечными (так же — в РОА)
- размер звёзд: на дореволюционных звёзды имели одинаковый размер для всех групп званий; в 1943 г. введены малые звёзды для званий от младшего лейтенанта до капитана, большие от майора до полковника, большие вышитые для генералов, особо крупные вышитые для маршалов
- расположение звёзд: до революции звёзды располагались как можно ближе к краям и к верхней части погона, чтобы оставить место в центре для номера или монограммы; на советских погонах место для номера было предусмотрено лишь на погонах солдат, сержантов и старшин, поэтому у офицеров звёзды располагались в строгом геометрическом порядке, у старших офицеров края боковых звёзд находились на просветах.
- количество звёзд: до революции отсутствие звёзд означало более высокое звание, чем для погонов со звёздами, для некоторых комбинаций звёзд и просветов звания существовали лишь теоретически; с 1943 г. система становится простой и логичной, без неиспользуемых комбинаций звёзд и просветов.
- кант: до революции не был предусмотрен на полевых погонах, но предусмотрен на погонах образца 1943 г., цвет канта мог отличаться от цвета просветов. На парадных погонах до революции в ряде полков и ведомств, а также у казаков окантовка могла быть двойной (2 разных цвета для наружного и внутреннего кантов), с 1943 г. — только одиночная.
- просветы: до революции расстояние между 2 просветами (подполковник и полковник) было более широким, чем между просветами и краем погона, так как галунное шитьё между просветами было той же ширины, что галунное шитьё справа и слева от просвета на погонах от прапорщика до капитана; с 1943 г. 2 просвета (майор, подполковник, полковник) делили погон на 3 равных части.

### Повседневные погоны
Изготавливались из цветного сукна с цветными кантами и просветами по родам войск. Для командного состава золотистые с серебристыми эмблемами по роду войск и звездочками.
| Род войск (службы)                        | Поле                              | Поле                              | Кант                              | Кант                              |
| Расцветка для рядовых и сержантов         | Расцветка для рядовых и сержантов | Расцветка для рядовых и сержантов | Расцветка для рядовых и сержантов | Расцветка для рядовых и сержантов |
| ----------------------------------------- | --------------------------------- | --------------------------------- | --------------------------------- | --------------------------------- |
| общевойсковые и пехота (стрелковые части) |                                   | малиновый                         |                                   | чёрный                            |
| кавалерия                                 |                                   | синий                             |                                   | чёрный                            |
| авиация                                   |                                   | голубой                           |                                   | чёрный                            |
| артиллерия и бронетанковые войска         |                                   | чёрный                            |                                   | красный                           |
| технические войска                        |                                   | чёрный                            |                                   | чёрный                            |
| медицинская и ветеринарная службы         |                                   | темно-зелёный                     |                                   | красный                           |

Расцветка для младших и старших офицеров:
- пехота (стрелковые части), интендантская служба — малиновый;
- артиллерия, бронетанковые войска, медицинская и ветеринарная службы — красный;
- авиация — голубой;
- кавалерия — синий,
- технические войска — чёрный.

Расцветка для высших офицеров:
- общевойсковые, артиллерия, бронетанковые войска — красный;
- авиация — голубой;
- все остальные войска и службы — малиновый.

На повседневных погонах рядовых и сержантов краской по трафарету должен был наноситься номер полка.
Эмблемы по роду войск размещались в средней части погона. Для рядового и командного состава эмблемы золотистые; для сержантов технического состава, медицинской и ветеринарной служб эмблемы серебристые. Пехота и мотострелки эмблем не имели.

#### Повседневные погоны для рядовых и сержантов
По состоянию на 1943 год:
| Погоны к повседневной форме одежды                      | Рядовые и сержанты          | Рядовые и сержанты                      | Рядовые и сержанты | Рядовые и сержанты | Рядовые и сержанты | Рядовые и сержанты      |
| ------------------------------------------------------- | --------------------------- | --------------------------------------- | ------------------ | ------------------ | ------------------ | ----------------------- |
| Стрелковые войска Пехота                                |                             |                                         |                    |                    |                    |                         |
| Кавалерия                                               | 214-й кавалерийский полк    |                                         |                    |                    |                    |                         |
| Авиация                                                 |                             | 108-й бомбардировочный авиационный полк |                    |                    |                    |                         |
| Артиллерия                                              |                             |                                         |                    |                    |                    |                         |
| Бронетанковые войска                                    |                             |                                         |                    |                    |                    |                         |
| Автомобильные войска                                    |                             |                                         |                    |                    |                    | 77-й автомобильный полк |
| Медицинская служба                                      |                             |                                         |                    |                    |                    |                         |
| Ветеринарная служба                                     |                             |                                         |                    |                    |                    |                         |
| Инженерные войска                                       |                             |                                         |                    |                    |                    |                         |
| Войска связи                                            |                             |                                         |                    |                    |                    |                         |
| Дорожные войска                                         |                             |                                         |                    |                    |                    |                         |
| Железнодорожные войска, Служба военных сообщений (ВОСО) | 4-я железнодородная бригада |                                         |                    |                    |                    |                         |
| Понтонные войска                                        |                             |                                         |                    |                    |                    |                         |
| Сапёрные войска                                         |                             |                                         |                    |                    |                    |                         |
| Топографическая служба                                  |                             |                                         |                    |                    |                    |                         |
| Химические войска                                       |                             |                                         |                    |                    |                    |                         |
| Электротехнические войска                               |                             |                                         |                    |                    |                    |                         |
| Звание                                                  | Рядовой (Красноармеец)      | Ефрейтор                                | Младший сержант    | Сержант            | Старший сержант    | Старшина                |
| Ранг по коду НАТО                                       | OR-1                        | OR-4                                    | OR-5               | OR-6               | OR-7               | OR-8                    |

#### Повседневные погоны для курсантов офицерских училищ
По состоянию на 1943 год:
|                                    | Курсанты командно-строевых училищ | Курсанты командно-строевых училищ | Курсанты командно-строевых училищ | Курсанты командно-строевых училищ | Курсанты командно-строевых училищ | Курсанты командно-строевых училищ | Курсанты командно-строевых училищ | Курсанты технических, интендантских, медицинских и ветеринарных училищ | Курсанты технических, интендантских, медицинских и ветеринарных училищ | Курсанты технических, интендантских, медицинских и ветеринарных училищ | Курсанты технических, интендантских, медицинских и ветеринарных училищ | Курсанты технических, интендантских, медицинских и ветеринарных училищ | Курсанты технических, интендантских, медицинских и ветеринарных училищ | Курсанты технических, интендантских, медицинских и ветеринарных училищ |
| Погоны к повседневной форме одежды |                                   |                                   |                                   |                                   |                                   |                                   |                                   |                                                                        |                                                                        |                                                                        |                                                                        |                                                                        |                                                                        |                                                                        |
| Род войск                          | Стрелковые войска Пехота          | Кавалерия                         | Авиация                           | Артиллерия                        | Бронетанковые войска              | Инженерные войска                 | Войска связи                      | Инженерно-авиационная служба                                           | Инженерно-артиллерийская служба                                        | Инженерно-технический состав Бронетанковыех войск                      | Инженерно-технический состав Войск связи                               | Интендантская служба                                                   | Медицинская служба                                                     | Ветеринарная служба                                                    |
| ---------------------------------- | --------------------------------- | --------------------------------- | --------------------------------- | --------------------------------- | --------------------------------- | --------------------------------- | --------------------------------- | ---------------------------------------------------------------------- | ---------------------------------------------------------------------- | ---------------------------------------------------------------------- | ---------------------------------------------------------------------- | ---------------------------------------------------------------------- | ---------------------------------------------------------------------- | ---------------------------------------------------------------------- |

#### Повседневные погоны для младших, старших и высших офицеров
По состоянию на 1943 год:
| Погоны к повседневной форме одежды                                                                              | Младшие и старшие офицеры | Младшие и старшие офицеры | Младшие и старшие офицеры | Младшие и старшие офицеры | Младшие и старшие офицеры | Младшие и старшие офицеры | Младшие и старшие офицеры | Высшие офицеры | Высшие офицеры    | Высшие офицеры    | Высшие офицеры |
| --- | ------------------------- | ------------------------- | ------------------------- | ------------------------- | ------------------------- | ------------------------- | ------------------------- | -------------- | ----------------- | ----------------- | -------------- |
| Стрелковые войска Пехота                                                                                        |                           |                           |                           |                           |                           |                           |                           |                |                   |                   |                |
| Кавалерия |                           |                           |                           |                           |                           |                           |                           |                |                   |                   |                |
| Авиация |                           |                           |                           |                           |                           |                           |                           |                |                   |                   |                |
| Инженерно-авиационная служба                                                                                    |                           |                           |                           |                           |                           |                           |                           |                |                   |                   |                |
| Артиллерия |                           |                           |                           |                           |                           |                           |                           |                |                   |                   |                |
| Инженерно-артиллерийская служба                                                                                 |                           |                           |                           |                           |                           |                           |                           |                |                   |                   |                |
| Бронетанковые войска                                                                                            |                           |                           |                           |                           |                           |                           |                           |                |                   |                   |                |
| Инженерно-технический состав Бронетанковых войск                                                                |                           |                           |                           |                           |                           |                           |                           |                |                   |                   |                |
| Автомобильные войска                                                                                            |                           |                           |                           |                           |                           |                           |                           |                |                   |                   |                |
| Инженерно-технический состав Автомобильных войск                                                                |                           |                           |                           |                           |                           |                           |                           |                |                   |                   |                |
| Медицинская служба                                                                                              |                           |                           |                           |                           |                           |                           |                           |                |                   |                   |                |
| Ветеринарная служба                                                                                             |                           |                           |                           |                           |                           |                           |                           |                |                   |                   |                |
| Военно-юридическая служба                                                                                       |                           |                           |                           |                           |                           |                           |                           |                |                   |                   |                |
| Интендантская служба                                                                                            |                           |                           |                           |                           |                           |                           |                           |                |                   |                   |                |
| Инженерные войска                                                                                               |                           |                           |                           |                           |                           |                           |                           |                |                   |                   |                |
| Инженерно-технический состав Инженерных войск                                                                   |                           |                           |                           |                           |                           |                           |                           |                |                   |                   |                |
| Войска связи |                           |                           |                           |                           |                           |                           |                           |                |                   |                   |                |
| Инженерно-технический состав Войск связи                                                                        |                           |                           |                           |                           |                           |                           |                           |                |                   |                   |                |
| Инженерные войска: Дорожные войска                                                                              |                           |                           |                           |                           |                           |                           |                           |                |                   |                   |                |
| Инженерно-технический состав Дорожных войск                                                                     |                           |                           |                           |                           |                           |                           |                           |                |                   |                   |                |
| Инженерные войска: Железнодорожные войска Служба военных сообщений (ВОСО)                                       |                           |                           |                           |                           |                           |                           |                           |                |                   |                   |                |
| Инженерно-технический состав Железнодорожных войск Инженерно-технический состав Службы военных сообщений (ВОСО) |                           |                           |                           |                           |                           |                           |                           |                |                   |                   |                |
| Инженерные войска: Понтонные войска                                                                             |                           |                           |                           |                           |                           |                           |                           |                |                   |                   |                |
| Инженерно-технический состав Понтонных войск                                                                    |                           |                           |                           |                           |                           |                           |                           |                |                   |                   |                |
| Инженерные войска: Сапёрные войска                                                                              |                           |                           |                           |                           |                           |                           |                           |                |                   |                   |                |
| Инженерно-технический состав Сапёрных войск                                                                     |                           |                           |                           |                           |                           |                           |                           |                |                   |                   |                |
| Топографическая служба                                                                                          |                           |                           |                           |                           |                           |                           |                           |                |                   |                   |                |
| Инженерно-технический состав Топографической службы                                                             |                           |                           |                           |                           |                           |                           |                           |                |                   |                   |                |
| Химические войска                                                                                               |                           |                           |                           |                           |                           |                           |                           |                |                   |                   |                |
| Инженерно-техническая служба Химических войск                                                                   |                           |                           |                           |                           |                           |                           |                           |                |                   |                   |                |
| Инженерные войска: Электротехнические войска                                                                    |                           |                           |                           |                           |                           |                           |                           |                |                   |                   |                |
| Инженерно-технический состав Электротехнических войск                                                           |                           |                           |                           |                           |                           |                           |                           |                |                   |                   |                |
| Звания | Мл. лейтенант             | Лейтенант                 | Ст. лейтенант             | Капитан                   | Майор                     | Подполковник              | Полковник                 | Генерал-майор  | Генерал-лейтенант | Генерал-полковник |                |
| Звания инженеров                                                                                                | Младший техник-лейтенант  | Техник-лейтенант          | Старший техник-лейтенант  | Инженер-капитан           | Инженер-Майор             | Инженер-Подполковник      | Инженер-Полковник         | Генерал-майор  | Генерал-лейтенант | Генерал-полковник |                |
| Ранг по коду НАТО                                                                                               | OF-1                      | OF-1                      | OF-1                      | OF-2                      | OF-3                      | OF-4                      | OF-5                      | OF-6           | OF-7              | OF-8              |                |

#### Повседневные погоны для высших офицеров
По состоянию на 1943 год:
| Звание                             | Генерал армии | Маршал рода войск                   | Маршал рода войск                   | Маршал рода войск                   | Маршал рода войск | Маршал рода войск | Главный маршал рода войск | Главный маршал рода войск | Главный маршал рода войск | Главный маршал рода войск | Главный маршал рода войск | Маршал, Генералиссимус Советского Союза |
| ---------------------------------- | ------------- | ----------------------------------- | ----------------------------------- | ----------------------------------- | ----------------- | ----------------- | ------------------------- | ------------------------- | ------------------------- | ------------------------- | ------------------------- | --------------------------------------- |
| Погоны к повседневной форме одежды |               | февраль-ноябрь 1943 · с ноября 1943 | февраль-ноябрь 1943 · с ноября 1943 | февраль-ноябрь 1943 · с ноября 1943 |                   |                   |                           |                           |                           |                           |                           |                                         |
| Эмблема родов войск                |               | Артиллерия                          | Авиация                             | Бронетаковые войска                 | Войска связи      | Инженерные войска | Артиллерия                | Авиация                   | Бронетаковые войска       | Войска связи              | Инженерные войска         |                                         |
| Код ранга НАТО                     | OF-9          | OF-9                                | OF-9                                | OF-9                                | OF-9              | OF-9              | OF-9                      | OF-9                      | OF-9                      | OF-9                      | OF-9                      | OF-10                                   |

#### Повседневные погоны, изготовленные за границей
Некоторые образцы погон 1943 года, как считают исследователи (несмотря на то, что документы Советской Военной администрации в Германии, Центральной группы войск на территории Восточной Австрии и Венгрии и др., подтверждающие это, пока ещё не найдены), могли массово производиться за границей с рядом характерных особенностей, например: поле погона цельнотканое, изготовлено методом машинной вышивки крученым шелком; звездочки — ручная вышивка серебристым шёлком; галун иной (хлопчатобумажная ткань), чем был на советских фабриках; материалы отличные от стандартов ТУ. Реконструкция погон зарубежного производства, представленная в таблице, выполнена на основе анализа образцов Тульского областного краеведческого музея и образцов частных коллекций (в п. Кантемировка и др.).
| Описание            | Знаки различия образца 1943 г. зарубежного производства | Знаки различия образца 1943 г. зарубежного производства | Знаки различия образца 1943 г. зарубежного производства | Знаки различия образца 1943 г. зарубежного производства | Знаки различия образца 1943 г. зарубежного производства | Знаки различия образца 1943 г. зарубежного производства | Знаки различия образца 1943 г. зарубежного производства | Знаки различия образца 1943 г. зарубежного производства |
| ------------------- | ------------------------------------------------------- | ------------------------------------------------------- | ------------------------------------------------------- | ------------------------------------------------------- | ------------------------------------------------------- | ------------------------------------------------------- | ------------------------------------------------------- | ------------------------------------------------------- |
| погоны повседневные |                                                         |                                                         |                                                         |                                                         |                                                         |                                                         |                                                         |                                                         |
| Воинское звание     | Полковник                                               | Подполковник                                            | Майор                                                   | Капитан                                                 | Старший лейтенант                                       | Лейтенант                                               | Младший лейтенант                                       | Младший лейтенант                                       |
| Род войск           | Пехота                                                  | Авиация                                                 | Инженерные войска                                       | Пехота                                                  | Артиллерия                                              | Бронетанковые войска                                    | Авиация                                                 | Войска связи                                            |
| Группа              | Старший начальствующий состав                           | Старший начальствующий состав                           | Старший начальствующий состав                           | Младший начальствующий состав                           | Младший начальствующий состав                           | Младший начальствующий состав                           | Младший начальствующий состав                           | Младший начальствующий состав                           |

### Полевые погоны
Полевые погоны всех родов войск изготавливались из сукна цвета хаки с кантами по цвету рода войск.
Расцветки кантов:
- пехота — малиновый;
- авиация — голубой;
- кавалерия — синий;
- артиллерия, бронетанковые войска — красный;
- медицинская, ветеринарная службы: офицеры — красный; солдаты и сержанты — тёмно-зелёный,
- все технические войска — чёрный.

Данные знаки различия просуществовали в Красной Армии с 1943 по 1946 и в Советской Армии с 1946 по 1955 год. В 1955 году произошли изменения внешнего вида погон.

#### Полевые погоны для рядовых и сержантов
По состоянию на 1943 год:
| Погоны полевой формы                                   | Рядовые и сержанты     | Рядовые и сержанты | Рядовые и сержанты | Рядовые и сержанты | Рядовые и сержанты | Рядовые и сержанты |
| ------------------------------------------------------ | ---------------------- | ------------------ | ------------------ | ------------------ | ------------------ | ------------------ |
| Пехота                                                 |                        |                    |                    |                    |                    |                    |
| Кавалерия                                              |                        |                    |                    |                    |                    |                    |
| Авиация                                                |                        |                    |                    |                    |                    |                    |
| Артиллерия, Бронетанковые войска, Автомобильные войска |                        |                    |                    |                    |                    |                    |
| Медицинская служба, Ветеринарная служба                |                        |                    |                    |                    |                    |                    |
| Технические войска                                     |                        |                    |                    |                    |                    |                    |
| Звание                                                 | Рядовой (Красноармеец) | Ефрейтор           | Младший сержант    | Сержант            | Старший сержант    | Старшина           |
| Ранг по коду НАТО                                      | OR-1                   | OR-4               | OR-5               | OR-6               | OR-7               | OR-8               |

#### Полевые погоны для младших, старших и высших офицеров
По состоянию на 1943 год:
| Погоны полевой формы | Младшие и старшие офицеры | Младшие и старшие офицеры | Младшие и старшие офицеры | Младшие и старшие офицеры | Младшие и старшие офицеры | Младшие и старшие офицеры | Младшие и старшие офицеры | Высшие офицеры | Высшие офицеры    | Высшие офицеры    | Высшие офицеры |
| --- | ------------------------- | ------------------------- | ------------------------- | ------------------------- | ------------------------- | ------------------------- | ------------------------- | -------------- | ----------------- | ----------------- | -------------- |
| Пехота |                           |                           |                           |                           |                           |                           |                           |                |                   |                   |                |
| Кавалерия |                           |                           |                           |                           |                           |                           |                           |                |                   |                   |                |
| Бронетанковые войска Автомобильные войска |                           | Техник-лейтенант          |                           | Инженер-капитан           |                           |                           | Инженер-полковник         |                |                   |                   |                |
| Авиация Инженерно-авиационная служба |                           | Техник-лейтенант          |                           |                           |                           | Инженер-подполковник      |                           |                |                   |                   |                |
| Артиллерия |                           | Техник-лейтенант          |                           |                           | Инженер-майор             |                           |                           |                |                   |                   |                |
| Медицинская служба |                           |                           |                           |                           |                           |                           |                           |                |                   |                   |                |
| Ветеринарная служба |                           |                           |                           |                           |                           |                           |                           |                |                   |                   |                |
| Военно-юридическая служба |                           |                           |                           |                           |                           |                           |                           |                |                   |                   |                |
| Интендантская служба |                           |                           |                           |                           |                           |                           |                           |                |                   |                   |                |
| Технические войска Инженерные войска Войска связи Инженерные войска: Дорожные войска Инженерные войска: Железнодорожные войска Служба военных сообщений (ВОСО) Инженерные войска: Понтонные войска Инженерные войска: Сапёрные войска Топографическая служба Химические войска Инженерные войска: Электротехнические войска |                           |                           |                           | Инженер-капитан           |                           |                           |                           |                |                   |                   |                |
| Звания | Младший лейтенант         | Лейтенант                 | Старший лейтенант         | Капитан                   | Майор                     | Подполковник              | Полковник                 | Генерал-майор  | Генерал-лейтенант | Генерал-полковник |                |
| Звания инженеров | Младший техник-лейтенант  | Техник-лейтенант          | Старший техник-лейтенант  | Инженер-капитан           | Инженер-майор             | Инженер-подполковник      | Инженер-полковник         | Генерал-майор  | Генерал-лейтенант | Генерал-полковник |                |
| Ранг по коду НАТО | OF-1                      | OF-1                      | OF-1                      | OF-2                      | OF-3                      | OF-4                      | OF-5                      | OF-6           | OF-7              | OF-8              |                |

### Полевые погоны для высших офицеров
По состоянию на 1943 год:
| Звание                        | Генерал армии | Маршал рода войск                   | Маршал рода войск                   | Маршал рода войск                   | Маршал рода войск | Маршал рода войск | Главный маршал рода войск | Главный маршал рода войск | Главный маршал рода войск | Главный маршал рода войск | Главный маршал рода войск | Маршал, Генералиссимус Советского Союза |
| ----------------------------- | ------------- | ----------------------------------- | ----------------------------------- | ----------------------------------- | ----------------- | ----------------- | ------------------------- | ------------------------- | ------------------------- | ------------------------- | ------------------------- | --------------------------------------- |
| Погоны к полевой форме одежды |               | февраль-ноябрь 1943 · с ноября 1943 | февраль-ноябрь 1943 · с ноября 1943 | февраль-ноябрь 1943 · с ноября 1943 |                   |                   |                           |                           |                           |                           |                           |                                         |
| Эмблема родов войск           |               | Артиллерия                          | Авиация                             | Бронетаковые войска                 | Войска связи      | Инженерные войска | Артиллерия                | Авиация                   | Бронетаковые войска       | Войска связи              | Инженерные войска         |                                         |
| Код ранга НАТО                | OF-9          | OF-9                                | OF-9                                | OF-9                                | OF-9              | OF-9              | OF-9                      | OF-9                      | OF-9                      | OF-9                      | OF-9                      | OF-10                                   |

### Военно-морской флот
По состоянию на март 1943 года:

#### Корабельная служба
| Погоны                        | Матросы           | Матросы                     | Старшины                                                | Старшины           | Старшины                        | Старшины |         |
| ----------------------------- | ----------------- | --------------------------- | ------------------------------------------------------- | ------------------ | ------------------------------- | -------- | ------- |
| Погоны к шинели и бушлату     | Черноморский флот | Каспийская военная флотилия | Дунайская военная флотилия/Днепровская военная флотилия | Тихоокеанский флот | Краснознамённый Балтийский флот |          |         |
| Погончики к фланелевой рубахе |                   |                             |                                                         |                    |                                 |          |         |
| Звания                        | Краснофлотец      | Старший краснофлотец        | Старшина 2 статьи                                       | Старшина 1 статьи  | Главный старшина                | Мичман   | Курсант |

| Погоны                                                                      | Младшие офицеры ВМФ      | Младшие офицеры ВМФ | Младшие офицеры ВМФ      | Младшие офицеры ВМФ       | Старшие офицеры ВМФ     | Старшие офицеры ВМФ     | Старшие офицеры ВМФ     | Высшие офицеры ВМФ    | Высшие офицеры ВМФ   | Высшие офицеры ВМФ | Высшие офицеры ВМФ |               |
| --------------------------------------------------------------------------- | ------------------------ | ------------------- | ------------------------ | ------------------------- | ----------------------- | ----------------------- | ----------------------- | --------------------- | -------------------- | ------------------ | ------------------ | ------------- |
| Погоны (Корабельная служба)                                                 |                          |                     |                          |                           |                         |                         |                         |                       |                      |                    | 1943-1945          | 1945-1955     |
| Погоны (Инженерно- корабельная служба)                                      |                          |                     |                          |                           |                         |                         |                         |                       |                      |                    | 1943-1945          | 1945-1955     |
| Нарукавные знаки различияофицеров корабельной и инженерно-корабельной служб |                          |                     |                          |                           |                         |                         |                         |                       |                      |                    |                    |               |
| Звания                                                                      | Мл. лейтенант            | Лейтенант           | Ст. лейтенант            | Капитан-лейтенант         | Капитан 3-го ранга      | Капитан 2-го ранга      | Капитан 1-го ранга      | Контр-адмирал         | Вице-адмирал         | Адмирал            | Адмирал флота      | Адмирал флота |
| Звания инженеров                                                            | Младший техник-лейтенант | Техник-лейтенант    | Старший техник-лейтенант | Инженер-капитан-лейтенант | Инженер-Капитан 3 ранга | Инженер-Капитан 2 ранга | Инженер-Капитан 1 ранга | Инженер-Контр-адмирал | Инженер-Вице-адмирал | Инженер-Адмирал    | —                  | —             |

#### Береговая служба
| Погоны                        | Рядовой состав                                                 | Рядовой состав       | Сержантский состав | Сержантский состав          | Сержантский состав                | Сержантский состав |
| ----------------------------- | -------------------------------------------------------------- | -------------------- | ------------------ | --------------------------- | --------------------------------- | ------------------ |
| Погоны к шинели и бушлату     | Онежская военная флотилия                                      | Северный флот        | Черноморский флот  | Каспийская военная флотилия | Амурская краснознамённая флотилия |                    |
| Погончики к фланелевой рубахе | Части и учреждения ВМФ, не входящие в состав флотов (флотилий) |                      |                    |                             |                                   |                    |
| Звания                        | Краснофлотец                                                   | Старший краснофлотец | Младший сержант    | Сержант                     | Старший сержант                   | Старшина           |

| Погоны                               | Младший офицерский состав ВМФ | Младший офицерский состав ВМФ | Младший офицерский состав ВМФ | Младший офицерский состав ВМФ | Старший офицерский состав ВМФ | Старший офицерский состав ВМФ | Старший офицерский состав ВМФ | Высший офицерский состав ВМФ | Высший офицерский состав ВМФ | Высший офицерский состав ВМФ |  |
| ------------------------------------ | ----------------------------- | ----------------------------- | ----------------------------- | ----------------------------- | ----------------------------- | ----------------------------- | ----------------------------- | ---------------------------- | ---------------------------- | ---------------------------- |  |
| Погоны (Береговая служба)            |                               |                               |                               |                               |                               |                               |                               |                              |                              |                              |  |
| Звания                               | Младший лейтенант             | Лейтенант                     | Старший лейтенант             | Капитан                       | Майор                         | Подполковник                  | Полковник                     | Генерал-майор                | Генерал-лейтенант            | Генерал-полковник            |  |
| Погоны (Инженерно- береговая служба) |                               |                               |                               |                               |                               |                               |                               |                              |                              |                              |  |
| Звания инженеров                     | Младший техник-лейтенант      | Техник-лейтенант              | Старший техник-лейтенант      | Инженер-капитан               | Инженер-майор                 | Инженер-подполковник          | Инженер-полковник             | Инженер-генерал-майор        | Инженер-генерал-лейтенант    | Инженер-генерал-полковник    |  |

#### Флотская авиация
Военно-воздушные силы:
| Погоны                        | Рядовой состав              | Рядовой состав       | Сержантский состав | Сержантский состав                            | Сержантский состав | Сержантский состав |
| ----------------------------- | --------------------------- | -------------------- | ------------------ | --------------------------------------------- | ------------------ | ------------------ |
| Погоны к шинели и бушлату     | Черноморский флот           | Балтийский флот      | Северный флот      | Части, не входящие с состав флотов и флотилий | Тихоокеанский флот |                    |
| Погончики к фланелевой рубахе | Каспийская военная флотилия |                      |                    |                                               |                    |                    |
| Звания                        | Краснофлотец                | Старший краснофлотец | Младший сержант    | Сержант                                       | Старший сержант    | Старшина           |

| Погоны                                 | Младший офицерский состав ВМФ | Младший офицерский состав ВМФ | Младший офицерский состав ВМФ | Младший офицерский состав ВМФ | Старший офицерский состав ВМФ | Старший офицерский состав ВМФ | Старший офицерский состав ВМФ | Высший офицерский состав ВМФ               | Высший офицерский состав ВМФ                   | Высший офицерский состав ВМФ                   |  |
| -------------------------------------- | ----------------------------- | ----------------------------- | ----------------------------- | ----------------------------- | ----------------------------- | ----------------------------- | ----------------------------- | ------------------------------------------ | ---------------------------------------------- | ---------------------------------------------- |  |
| Погоны (Авиационная служба)            |                               |                               |                               |                               |                               |                               |                               |                                            |                                                |                                                |  |
| Звания                                 | Младший лейтенант             | Лейтенант                     | Старший лейтенант             | Капитан                       | Майор                         | Подполковник                  | Полковник                     | Генерал-майор авиации                      | Генерал-лейтенант авиации                      | Генерал-полковник авиации                      |  |
| Погоны (Инженерно- авиационная служба) |                               |                               |                               |                               |                               |                               |                               |                                            |                                                |                                                |  |
| Звания инженеров                       | Младший техник-лейтенант      | Техник-лейтенант              | Старший техник-лейтенант      | Инженер-капитан               | Инженер-майор                 | Инженер-подполковник          | Инженер-полковник             | Генерал-майор инженерно-авиационной службы | Генерал-лейтенант инженерно-авиационной службы | Генерал-полковник инженерно-авиационной службы |  |

#### Медицинская служба
| Погоны                                      | Младший офицерский состав ВМФ        | Младший офицерский состав ВМФ | Младший офицерский состав ВМФ        | Младший офицерский состав ВМФ | Старший офицерский состав ВМФ | Старший офицерский состав ВМФ   | Старший офицерский состав ВМФ | Высший офицерский состав ВМФ     | Высший офицерский состав ВМФ         | Высший офицерский состав ВМФ         |  |
| ------------------------------------------- | ------------------------------------ | ----------------------------- | ------------------------------------ | ----------------------------- | ----------------------------- | ------------------------------- | ----------------------------- | -------------------------------- | ------------------------------------ | ------------------------------------ |  |
| Офицеры с военно-медицинским образованием   |                                      |                               |                                      |                               |                               |                                 |                               |                                  |                                      |                                      |  |
| Офицеры без военно-медицинского образования |                                      |                               |                                      |                               |                               |                                 |                               |                                  |                                      |                                      |  |
| Звания                                      | Младший лейтенант медицинской службы | Лейтенант медицинской службы  | Старший лейтенант медицинской службы | Капитан медицинской службы    | Майор медицинской службы      | Подполковник медицинской службы | Полковник медицинской службы  | Генерал-майор медицинской службы | Генерал-лейтенант медицинской службы | Генерал-полковник медицинской службы |  |

#### Ветеринарная служба
| Погоны | Младший офицерский состав ВМФ         | Младший офицерский состав ВМФ | Младший офицерский состав ВМФ         | Младший офицерский состав ВМФ | Старший офицерский состав ВМФ | Старший офицерский состав ВМФ    | Старший офицерский состав ВМФ | Высший офицерский состав ВМФ      | Высший офицерский состав ВМФ          | Высший офицерский состав ВМФ          |  |
| ------ | ------------------------------------- | ----------------------------- | ------------------------------------- | ----------------------------- | ----------------------------- | -------------------------------- | ----------------------------- | --------------------------------- | ------------------------------------- | ------------------------------------- |  |
| Погоны |                                       |                               |                                       |                               |                               |                                  |                               |                                   |                                       |                                       |  |
| Звания | Младший лейтенант ветеринарной службы | Лейтенант ветеринарной службы | Старший лейтенант ветеринарной службы | Капитан ветеринарной службы   | Майор ветеринарной службы     | Подполковник ветеринарной службы | Полковник ветеринарной службы | Генерал-майор ветеринарной службы | Генерал-лейтенант ветеринарной службы | Генерал-полковник ветеринарной службы |  |

#### Административная служба
| Погоны | Младший офицерский состав ВМФ             | Младший офицерский состав ВМФ     | Младший офицерский состав ВМФ             | Младший офицерский состав ВМФ   | Старший офицерский состав ВМФ | Старший офицерский состав ВМФ        | Старший офицерский состав ВМФ     |  |
| ------ | ----------------------------------------- | --------------------------------- | ----------------------------------------- | ------------------------------- | ----------------------------- | ------------------------------------ | --------------------------------- |  |
| Погоны |                                           |                                   |                                           |                                 |                               |                                      |                                   |  |
| Звания | Младший лейтенант административной службы | Лейтенант административной службы | Старший лейтенант административной службы | Капитан административной службы | Майор административной службы | Подполковник административной службы | Полковник административной службы |  |

#### Юстиция
| Погоны | Младший офицерский состав ВМФ | Младший офицерский состав ВМФ | Младший офицерский состав ВМФ | Младший офицерский состав ВМФ | Старший офицерский состав ВМФ | Старший офицерский состав ВМФ | Старший офицерский состав ВМФ | Высший офицерский состав ВМФ | Высший офицерский состав ВМФ | Высший офицерский состав ВМФ |  |
| ------ | ----------------------------- | ----------------------------- | ----------------------------- | ----------------------------- | ----------------------------- | ----------------------------- | ----------------------------- | ---------------------------- | ---------------------------- | ---------------------------- |  |
| Погоны |                               |                               |                               |                               |                               |                               |                               |                              |                              |                              |  |
| Звания | Младший лейтенант юстиции     | Лейтенант юстиции             | Старший лейтенант юстиции     | Капитан юстиции               | Майор юстиции                 | Подполковник юстиции          | Полковник юстиции             | Генерал-майор юстиции        | Генерал-лейтенант юстиции    | Генерал-полковник юстиции    |  |

#### Другие знаки различия
Примеры знаков различия военнослужащих частей ВМФ, для которых была введена армейская форма одежды (береговые части):
| Группа              | Рядовой состав                                | Рядовой состав                                       | Сержантский состав               | Сержантский состав             | Сержантский состав                                         | Сержантский состав |
| ------------------- | --------------------------------------------- | ---------------------------------------------------- | -------------------------------- | ------------------------------ | ---------------------------------------------------------- | ------------------ |
| Погоны повседневные | нелётные части Тихоокеанского флота           | Балтийский флот                                      | Северный флот                    |                                |                                                            |                    |
| Эмблема             |                                               |                                                      |                                  |                                |                                                            |                    |
| Род войск           | Авиация (нелётные части) Тихоокеанского флота | Бронетанковые части морской пехоты Балтийского флота | Стрелковые части Северного флота | Артиллерия Черноморского флота | Инженерные войска Дунайской / Днепровской военной флотилии | Химические войска  |
| Звания              | Краснофлотец                                  | Старший краснофлотец                                 | Младший сержант                  | Сержант                        | Старший сержант                                            | Старшина           |

| Описание            | Знаки различия образца 1943 г. военнослужащих частей ВМФ, для которых была введена армейская форма одежды | Знаки различия образца 1943 г. военнослужащих частей ВМФ, для которых была введена армейская форма одежды | Знаки различия образца 1943 г. военнослужащих частей ВМФ, для которых была введена армейская форма одежды | Знаки различия образца 1943 г. военнослужащих частей ВМФ, для которых была введена армейская форма одежды | Знаки различия образца 1943 г. военнослужащих частей ВМФ, для которых была введена армейская форма одежды | Знаки различия образца 1943 г. военнослужащих частей ВМФ, для которых была введена армейская форма одежды | Знаки различия образца 1943 г. военнослужащих частей ВМФ, для которых была введена армейская форма одежды | Знаки различия образца 1943 г. военнослужащих частей ВМФ, для которых была введена армейская форма одежды |
| ------------------- | --- | --- | --- | --- | --- | --- | --- | --- |
| погоны повседневные | | | | | | | | |
| Воинское звание     | Полковник                                                                                                 | Подполковник                                                                                              | Майор | Капитан-лейтенант, откомандированный в часть, где полагалась армейская форма                              | Старший лейтенант                                                                                         | Лейтенант                                                                                                 | Младший лейтенант                                                                                         | |
| Эмблема             | | | | | | | | |
| Род войск           | Артиллерия                                                                                                | Технические войска                                                                                        | Медицинская служба                                                                                        | Корабельная и инженерно- корабельная служба                                                               | Ветеринарная служба                                                                                       | Авиация (нелётные части)                                                                                  | Интендантская служба                                                                                      | |
| Группа              | Старший офицерский состав                                                                                 | Старший офицерский состав                                                                                 | Старший офицерский состав                                                                                 | Младший офицерский состав                                                                                 | Младший офицерский состав                                                                                 | Младший офицерский состав                                                                                 | Младший офицерский состав                                                                                 | Младший офицерский состав                                                                                 |